# Bố đã về
Bố đã về (bính âm: Ba Ba Hui Lai Le) là chương trình truyền hình thực tế Trung Quốc được mua bản quyền từ Hàn Quốc và phát sóng trên kênh truyền hình của Đài Chiết Giang (ZJTV)
Chương trình có sự tham gia của Ngô Tôn, cựu thành viên của nhóm nhạc thần tượng Phi Luân Hải, nhà sản xuất phim và chủ tịch của Công ty Giải trí Hoa Nghị huynh đệ Vương Trung Lỗi, nam diễn viên Giả Nãi Lượng và cựu vô địch thể dục dụng cụ quốc gia, Lý Tiểu Bằng.
Chương trình bắt đầu phát sóng từ ngày 24 tháng 4 năm 2014 vào 10 giờ tối thứ 5 giờ địa phương với tổng cộng 12 tập.

## Nội dung
Những ông bố là người nổi tiếng sẽ có nhiệm vụ là phải một mình trông con khi vợ vắng nhà trong vòng 2 ngày mà không có sự trợ giúp của bất kì ai.

## Ý tưởng
Đơn vị phát sóng đã mua bản quyền từ chương trình truyền trình thực tế ăn khách The Return Of Superman của Hàn Quốc cũng có nội dung về các ông bố nổi tiếng chăm con khi vợ đi vắng trong vòng 48 tiếng. Đội ngũ sản xuất chương trình đã hợp tác cùng với đội ngũ đã sản xuất "Super Man is Back" thực hiện. Để tránh những lời đồn về đạo nhái, tựa đề Tiếng Trung đã được đổi lại.

## Format
Chương trình được quay bằng nhiều máy quay được gắn trong nhà của những người nổi tiếng. Trong các tập đầu, khán giả vẫn có thể những người quay phim và họ không phải trốn trong lều và nhà đồ chơi như ở phiên bản Hàn Quốc. Nhưng bắt đầu từ tập 5, họ phải tránh sự hiện diện bằng việc trốn trong lều và nhà đồ chơi được đặt trong nhà của các ông bố.
Gia đình và bạn bè của những các ông bố nổi tiếng này sẽ thường xuyên ghé thăm và xuất hiện trong từng tập. Khác với bản Hàn Quốc, chương trình sẽ không có giọng của người tường thuật, thay vào đó chỉ giọng nói của một đứa trẻ gọi "Daddy" được phát trước khi chuyển sang các cảnh tiếp theo trong chương trình.

## Người tham gia
| Thời gian   | Bố                      | Con                                                                        | Mẹ/Vợ                    | Địa điểm quay                                  |
| ----------- | ----------------------- | -------------------------------------------------------------------------- | ------------------------ | ---------------------------------------------- |
| Tập.1 - Nay | Vương Trung Lỗi 王中磊1 | Con trai - Vương Nguyên Dã (William）王元也 DOB: 28 tháng 4 năm 2006       | Vương Hiểu Dung 王晓蓉   | Bắc Kinh, Trung Quốc                           |
| Tập.1 - Nay | Ngô Tôn 吳尊2           | Con gái - Ngô Hân Di（Neinei）吳欣怡 DOB: 10 tháng 10 năm 2010             | Lâm Lệ Oánh 林麗瑩3      | Bandar Seri Begawan, Brunei Đài Bắc, Đài Loan4 |
| Tập.1 - Nay | Lý Tiểu Bằng 李小鵬     | Daughter - Lý Hinh Kì (Olivia) 李馨琪 DOB: 12 tháng 1 năm 2012             | "Angel" Lý An Kì 李安琦5 | Bắc Kinh, Trung Quốc                           |
| Tập.1 - Nay | Giả Nãi Lượng 賈乃亮    | Con gái - Giả Vân Hinh (Điềm Hinh) 賈雲馨 (甜馨) DOB: 23 tháng 10 năm 2012 | Lý Tiểu Lộ 李小璐        | Bắc Kinh, Trung Quốc                           |

^Note 1 : Vương Trung Lỗi có một con gái lớn nhưng không xuất hiện trong chương trình.

^Note 2 : Ngô Tôn còn có một con trai sinh cuối năm 2013 tên là Max không tham gia chương trình nhưng thường được Ngô Tôn và con gái nhắc đến.

^Note 3 : Vợ của Ngô Tôn, Lâm Lệ Oánh là người vợ duy nhất không xuất hiện trong chương trình nhưng giọng cô có thể nghe thấy trong cuộc hội thoại qua di động với hai bố con.

^Note 4 : Ngô Tôn và gia tộc của mình định cư tại Brunei nhưng công việc của anh lại ở Đài Bắc, Đài Loan.

^Note 5 : Vợ của Lý Tiểu Bằng, Angel lớn lên ở Mỹ nên nói tiếng Anh và 1 ít tiếng Trung.

## Tài trợ
HaoCaiTou là nhà tài trợ chính của chương trình. Biểu tượng của nhãn hiệu sữa chua uống Xiao Yang của hãng được đính kèm với biểu tượng của chương trình phía trên cùng bên tay phải. Sản phẩm và biểu tượng này được hiển thị nổi bật trong suốt từng tập phim. Ngoài ra các em bé trong chương trình cũng đều sử dụng sản phẩm này.
- Sữa chua uống HaoCaiTou Xiao Yang[6]
- Ô tô Baojun 610
- LUOLAI HOME TEXTILE CO., LTD.[7]
- ABC Kids 因为爱[8]
- Sản phẩm chăm sóc da OSM skincare [9]
- weibo.com
- LeTV.com

## Tranh cãi
- Ngô Tôn và con gái Nei Nei tham gia chương trình đã thu hút sự chú ý cao độ của khán giả và quan tâm tới con gái của anh kể từ sau Ngô Tôn tuyên bố đã kết hôn và sắp có con trai vào tháng 10 năm 2013 sau nhiều năm phủ nhận đã có vợ và con gái.[10][11]
- Khán giả đã thật sự hoảng sợ sau khi cảnh Ngô Tôn tắm cho con gái trong tập 1. Họ đã đặt câu hỏi về phương pháp nuôi con của Ngô Tôn và phàn nàn về việc anh để con gái không mặc gì trước một dàn máy quay khi còn quá nhỏ.[12][13]
- Người xem cũng bị sốc về việc Giả Nãi Lượng và con gái nhỏ của anh tắm cùng nhau. Khán giả cũng phàn nàn về cảnh trong tập 1 khi anh mặc quần đùi ngắn trèo vào bồn tắm đầy bong bóng xà phòng cùng với con gái mới 1 tuổi không mặc quần áo.[14]